# Бетел (Мисури)
Бетел (енгл. Bethel) град је у америчкој савезној држави Мисури.

## Демографија
По попису из 2010. године број становника је 122, што је 1 (0,8%) становника више него 2000. године.
| Група             | 2000.       | 2010.       |
| Белци             | 119 (98,3%) | 114 (93,4%) |
| Афроамериканци    | 0 (0,0%)    | 0 (0,0%)    |
| Азијати           | 0 (0,0%)    | 0 (0,0%)    |
| Хиспаноамериканци | 0 (0,0%)    | 3 (2,5%)    |
| Укупно            | 121         | 122         |